# Alferes de navili

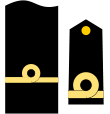
Alferes de navili de l'Armada Espanyola.

L'alferes de navili, o alferes de fragata, o tinent de fragata, és un grau militar de l'Armada equivalent al tinent de l'Exèrcit i de la Força Aèria.
A Espanya porta un galó de 14 mm amb coca.
A l'Uruguai porta un galó de 7 mm i sobre aquest un de 14 mm amb coca.
A l'Armada espanyola i a l'Armada Nacional de l'Uruguai, alferes de navili és un grau més alt que alferes de fragata, i un grau inferior a tinent de navili.